# David Friesenhausen
David Friesenhausen (Friesenhausen, Bajorország, 1750 körül – Gyulafehérvár, 1828. március 23.) német matematikus.

## Élete
Sokáig főleg Berlinben élt, azután Hunfalun, Sátoraljaújhelyen, és végül Gyulafehérváron. Harmincéves koráig kizárólag talmudtudománnyal foglalkozott, azután teljes tíz évig felsőbb matematikával, asztronómiával, mechanikával és optikával, amely tárgyakról több értekezést írt. Tisztán héber nyelvű algebrája és geometriája Kelil ha-Chesbón (Berlin, 1796) címen jelent meg. Másik műve a szintén héber nyelvű Moszdosz Tevel, amely a Kopernikusz-féle rendszert fejtegeti (Bécs, 1820). Ez utóbbi asztronómiai értekezéseiben külön foglalkozik Buclides tizenegyedik axiómájával. Ugyanebben a művében mellékelte csodálatosképpen a gyermekeinek szóló végrendeletét is. Friesenhausen volt az első szószólója egy Magyarországon felállítandó modern rabbiszemináriumnak, s egy ily irányú kidolgozott tervet adott át József nádornak 1806-ban.